# Carmen Bramly
Pour les articles homonymes, voir Bramly.
Carmen Bramly est une romancière française née le 25 janvier 1995.

## Biographie

### Enfance et formation
Carmen Bramly naît à Paris en 1995. Fille des romanciers Serge Bramly et Marine Bramly, elle a pour tante Léa Seydoux et pour demi-frère l'acteur Virgile Bramly,. 
Elle est élève au Lycée Fénelon. Elle y réalise des études en hypokhâgne et en khâgne avant de rejoindre Paris Diderot pour étudier la littérature et la civilisation anglaise.  

### Carrière
Carmen Bramly publie son premier roman à 15 ans alors qu'elle est lycéenne. Elle est la plus jeune écrivaine de la rentrée littéraire 2010. Le livre, Pastel Fauve, raconte l'histoire de Paloma et de son premier amour, Pierre, lors d'un réveillon de nouvel an. Il est traduit dans de nombreuses langues. En 2012, six mille exemplaires ont déjà été vendus.
Un an après, en 2011, elle publie son second roman, Superfragilibus. Il raconte l'histoire de la rencontre entre deux adolescents très différents en pleine canicule parisienne.
En 2015 parait Hard de vivre puis en 2017 Onde de choc,. 
En 2025, elle publie son cinquième roman, Tout est chaos. Le roman raconte l'histoire de Paloma Madar, une jeune conceptrice-rédactrice de 24 ans qui travaille dans le département luxe d’une grande agence de publicité. Son mentor, qu'elle admire, est soudainement déchu à la suite du mouvement MeToo,,. 

## Publications
- Pastel Fauve, Jean-Claude Lattès, 2010
- Superfragilibus, Jean-Claude Lattès, 2011
- Hard de vivre, Jean-Claude Lattès, 2015
- Onde de choc, Jean-Claude Lattès, 2017
- Tout est Chaos, Presses de la Cité, 2025